# Biblioteca Nacional de Veliko Tarnovo
La Biblioteca Nacional de Veliko Tarnovo (en búlgaro Регионална народна библиотека „Петко Р. Славейков“ – Велико Търново) es una biblioteca pública nacional y una de las dos bibliotecas centrales de Bulgaria, heredera de la antigua biblioteca búlgara. Fue destruida en 1872 por los obispos griegos.